# Лондонска општина Садарк
Градска општина Садарк (енгл. London Borough of Southwark /ˈsʌðərk/ ( слушај)) је лондонска општина у југоисточном Лондону. Налази се јужно од Темзе и Ситија, и припада ужем градском језгру.

## Историја
Област је први пут насељена у римском периоду, иако име Садарк датира из 9. века. Градска општина Садарк је формирана 1965. године од некадашњих области метрополитанске општине Садарк, метрополитанске општине Камбервел, и метрополитанске општине Бермондзија. 

## Географија
Општина се граничи са Ситијем и општином Тауер Хамлетс на северу (преко реке Темзе која их раздваја), Ламбетом на западу и Луишамом на истоку. На југу се граничи са Бромлијем и Кројдоном.

### Демографија
Према попису становништва из 2001. године Садарк је насељавало 244.866 становника. По етничкој структури, 63% становништва чинили су белци, 16% црнци (пореклом из Африке), и 8% црнци (пореклом са Кариба). 31% домаћинстава су власници својих домова.

### Знаменитости
Мост Тауер, мост Миленијум, мост Блекфрајз, Мост Садарк и Лондонски мост повезују општину са Ситијем. Облакодер Шард Лондон бриџ је тренутно највећа грађевина у ЕУ. Галерија Тејт Модерн, позориште Шекспир глоуб, Империјски ратни музеј и Маркет Бероу налазе се у општини.